# Гор Геннадій Самоїлович
Геннадій Самойлович Гор (нар. 28 січня (10 лютого, за старим стилем) 1907 року у місті Верхньоудинськ (нині Улан-Уде), Російська імперія. Помер 6 січня 1981 у Ленінграді (нині Санкт-Петербург), РРФСР) — російський радянський письменник.

## Біографія
Перший рік життя провів у в'язниці, куди потрапили його батьки за революційну діяльність. У 1923 році переїхав до Петербурга, де вступив на літературне відділення факультету мови і матеріальної культури Ленінградського державного університету. Був відрахований з університету за написаний ним роман «Корова» (опублікований в 2000 році в журналі «Звезда» № 10), після чого повністю присвятив себе літературній діяльності. 1930-ті роки провів на Крайній Півночі. У 1933 році в Ленінграді вийшла перша книжка його оповідань «Живопис». У 1934 році Геннадій Гор був прийнятий до спілки радянських письменників. На початку німецько-радянської війни вступив у народне ополчення. У 60-ті роки очолював Центральне об'єднання Ленінграда.
|  | Згодом Центральне ЛІТТ очолив Геннадій Гор, письменник величезної культури, власник однієї з найкращих у Ленінграді бібліотек. За характером це був чоловік досить боязкий, раз і назавжди заляканий сталінськими репресіями, тож протекції він чинити не вмів, але його духовний і культурний вплив на своїх, так би мовити, вихованців було дуже значним. Досить сказати, що з його літоб'єднання вийшов самий, що може бути, яскравий письменник-інтелектуал наших днів — Андрій Бітов. У це ж літо, дуже насиченій культурній атмосфері формувалися такі письменники, як Борис Вахтін і Валерій Попов. |

Похований на Комаровському кладовищі у Санкт-Петербурзі. Могила визнана пам'яткою культурно-історичної спадщини.

## Творчість
Творча манера Гора складалася в 1920-ті роки під впливом «відстороненої» прози, особливо таких авторів як Костянтин Вагінов і Леонід Добичин. Ряд оповідань того періоду, які мають фантастичний характер, увійшов до збірки «Живопис» (1933), він був жорстоко критикований за «формалізм». В 1942—1943 роках під час евакуації, після зими, проведеної в блокадному Ленінграді, Гор написав великий цикл віршів, зазначених впливом поетики рос. ОБЭРИУ і опосередковано відобразили стан людини, що живе в постійному очікуванні смерті. Деякі вірші з циклу були опубліковані в 2002 році в журналі «Зірка» № 5, повністю — в 2007 році, в двомовному російсько-німецькому виданні, а потім в Росії виданні.